# Arnoul d’Audrehem
Arnoul d’Audrehem (Calais közelében, cc. 1300 – Saumur, 1370) a százéves háború kiemelkedő francia parancsnoka, Franciaország marsallja volt.

## Pályafutása
Katonai pályafutása elején Aquitaniában szolgált, francia helyőrségeket irányított. 1351 áprilisában, Angolumé kapitányaként részt vett a saintesi csatában, és az angolok fogságába került. Egy hónapon belül, váltságdíj fejében szabadult. 1351 szeptemberében a francia seregek marsalljának nevezték ki.
1352-ben Gascogne-ban vezetett akciókat Ralph Stafford, Stafford grófjának csapatai, 1353-ban pedig Limousin-ban az angol-gascogne-i fosztogatók ellen. 1354. április 10-én Bretagne-ban, a Tinténiac kastélynál elfogta Sir Hugh Calveley angol katonai parancsnokot egy heves csatában. A marsall az ütközet után lovaggá ütötte a fiatal Bertrand du Guesclint, aki később közeli fegyvertársa és utódja lett.
1355-ben II. János francia király egyik legfontosabb katonai tanácsadójává lépett elő. A következő év márciusában kegyetlenül elnyomta az arrasi lázongást, amely a magas adók miatt tört ki. Áprilisban részt vett II. Károly navarrai király rouen-i letartóztatásában. A poitiers-i csatában egy lovasegységet irányított, amelyet bekerítettek az angolok, és d’Audrehem fogságba esett. A következő négy évben rab volt, mert nem tudta kifizetni az érte kért váltságdíjat.
1359-ben „feltételesen” szabadon engedték, hogy közvetítsen a békeszerződés ügyében London és Párizs között. Néhány hét múlva a franciák elutasító válaszával tért vissza, 1360 végéig őrizetben volt. 1362-ben Languedocban irányította a harcot az angol fosztogatók ellen. 1356-ban Bertrand du Guesclin társaságában részt vett a kasztíliai trónért folyó belharcokban, így a nájerai csatában és a montieli ütközetben. Arnoul d’Audrehem 1368. június 20-án lemondott marsalli posztjáról. 1370-ben elhunyt.